# جورج غينز
جورج غينز (بالإنجليزية: George Gaines)‏ هو مصمم الإنتاج أمريكي، ولد في 6 يونيو 1933 في إلينوي في الولايات المتحدة، وتوفي بنفس المكان في 13 مايو 1986.

## وصلات خارجية
- جورج غينز على موقع IMDb (الإنجليزية)
- جورج غينز على موقع أول موفي (الإنجليزية)
- جورج غينز على موقع قاعدة بيانات الفيلم (الإنجليزية)